# Хронологія рекордів України з бігу на 3000 метрів з перешкодами серед жінок
Рекорди України з бігу на 3000 метрів з перешкодами визнаються Федерацією легкої атлетики України з-поміж результатів, показаних українськими легкоатлетками просто неба на біговій доріжці стадіону, за умови дотримання встановлених вимог.
Результати на дистанції 3000 метрів з перешкодами почали визнаватись рекордами України з 2000 року.

## Хронологія рекордів
| | Час     | Атлетки                       | Місто змагань | Дата змагань | Примітки    | Відео |
| --- | ------- | ----------------------------- | ------------- | ------------ | ----------- | ----- |
| 1 | 9.54,10 | Анжеліка Аверкова Сімферополь | Київ          | 05.08.2000   |             |       |
| |         |                               |               |              |             |       |
| 2 | 9.49,73 | Валентина Горпинич Миколаїв   | Київ          | 02.07.2005   | [ 1 ]       |       |
| |         |                               |               |              |             |       |
| 3 | 9.43,48 | Валентина Горпинич Миколаїв   | Ялта          | 13.07.2007   |             |       |
| |         |                               |               |              |             |       |
| 4 | 9.41,14 | Наталія Тобіас Донецьк        | Київ          | 04.08.2007   | [ 2 ]       |       |
| |         |                               |               |              |             |       |
| 5 | 9.27,26 | Валентина Горпинич Миколаїв   | Ялта          | 07.06.2008   |             |       |
| |         |                               |               |              |             |       |
| 6 | 9.24,54 | Наталія Стребкова Тернопіль   | Стокгольм     | 30.06.2022   | [ 3 ] [ 4 ] |       |
| BAUHAUS-galan, Олімпійський стадіон, ф4. 1. Дейзі Чепкемей (KAZ) 9.15,77 SB. 2. Аліс Фіно (FRA) 9.19,59 NR PB. 3. К'яра Шеррер (CHE) 9.24,16. 4. Наталія Стребкова 9.24,54 NR PB. 5. Леа Меєр (GER) 9.25,61 PB. 6. Фенсі Чероно (KEN) 9.34,61 SB. 7. Елена Буркард (GER) 9.40,67 SB. 8. Геза Краузе (GER) 9.44,44 SB. 9. Патриція Капала (POL) 9.45,21 PB. 10. Емілія Ліллемо (SWE) 9.46,97 PB. Розефлін Чепнгетіч (KEN) DNF |         |                               |               |              |             |       |
| 2 роки, 271 день від дати встановлення |         |                               |               |              |             |       |